# Casa Sturdza din București
Casa Dimitrie Sturdza din București este o casă cu valoare istorică din Municipiul București, situată în sectorul 1, pe str. Pictor Arthur Verona 13-15 (în apropierea intersecției cu b-dul Magheru și a cinematografului Aro-Patria). Casa a aparținut lui Dimitrie Sturdza (1833-1914), istoric, economist, membru al Academiei Române și prim-ministru al României. Din 2003, aici este acum librăria Cărturești Verona, premiată ca Librăria Anului la London Book Fair International Excellence Awards 2021.

## Descriere
Casa are planimetria tipică pentru locuințele înstărite de la jumătatea secolului al XIX-lea, cu un hol central și camere dispuse simetric de o parte și de alta. Păstrează ornamentația interioară originală la nivelul scafelor plafoanelor și ancadramentelor ușilor. Interiorul și exteriorul sunt decorate cu diverse ornamente neorenascentiste și neoclasice. Multe uși ale casei sunt duble și pictate cu diverse ornamente asemănătoare cu niște arabescuri neorenascentiste. În jumătatea dreaptă a casei există două sobe albe. 
Casa este listată ca un monument istoric de Ministerul Culturii.